# Värmdö IF
Värmdö IF är en idrottsförening i Värmdö. Föreningen bildades 1948 och har Värmdövallen i Hemmesta som sin hemvist. Föreningen hade 1909 medlemmar år 2012. Fotbollsspelaren Joakim Runnemo Och Elliot Käck har spelat för föreningen. Fotbollslaget spelade säsongen 2019 i Division 3 Södra Svealand.

## Spelartruppen 2019
| Nr | Land    | Pos | Namn                 |
| -- | ------- | --- | -------------------- |
| 1  | Sverige | MV  | Viktor Brink         |
| 3  | Sverige | F   | Modou Saine          |
| 4  | Sverige | F   | Joakim Eriksson      |
| 5  | Sverige | F   | Vidar Fröberg Tinell |
| 6  | Sverige | F   | Simon Zegaye Ayele   |
| 7  | Sverige | A   | Oscar Olsson         |
| 8  | Sverige | F   | Adam Ohlander        |
| 9  | Sverige | A   | Alvin Björck         |
| 10 | Sverige | MF  | Ismail Okur          |
| 11 | Sverige | A   | Dauda Idriss Kamara  |
| 12 | Sverige | F   | Gustav Häggbom       |
| 13 | Sverige | MF  | Petter Soelberg      |
| 14 | Sverige | MF  | Ville Kerttula       |

| Nr | Land          | Pos | Namn                       |
| -- | ------------- | --- | -------------------------- |
| 15 | Sverige       | MF  | Conrad Hervé Ibo           |
| 16 | Sverige       | F   | Knut Andersson             |
| 17 | Sverige       | MF  | Erik Dahlgren              |
| 19 | Sverige       | F   | Joel Berhe                 |
| 21 | Sverige       | MF  | Gustaf Lindberg            |
| 22 | Serbien       | A   | Nikola Radulović           |
| 23 | Nederländerna | F   | Sander Eefting             |
| 24 | Sverige       | MF  | Viggo Sjöberg              |
| 27 | Sverige       | F   | Dante Lancellotti          |
| 26 | Sverige       | A   | Maximilian Llobera Janglin |
| 30 | Sverige       | MV  | Simon Nyström              |

## Sektioner
- Värmdö IF Basket
- Värmdö IF Friidrott
- Värmdö IF Fotboll
- Värmdö IF Innebandy
- Värmdö IF Skidor

### Tidigare seketioner
- Värmdö IF Ishockey, sammanslogs 1975 med Gustavsbergs IF till Värmdö HC.[2]